# Un bicchiere di rabbia
Un bicchiere di rabbia (Um copo de cólera) è un film del 1999 diretto da Aluizio Abranches. Opera prima che segna il debutto cinematografico del regista brasiliano, il film è basato sull'omonimo romanzo breve scritto da Raduan Nassar.
I due attori protagonisti, Alexandre Borges e Júlia Lemmertz, molto noti in Brasile, all'epoca erano sposati nella vita reale.

## Trama
Una donna, poco più che trentenne, intreccia una relazione con un uomo suo coetaneo. Lui è un proprietario terriero benestante, conservatore e individualista dal carattere istintivo e viscerale, che vive di rendita dopo essersi ritirato nella sua fazenda alle porte di San Paolo; lei è una giornalista progressista piena di utopie, ma dal carattere pratico. I due si incontrano all'interno della fazenda e passano una focosa notte d'amore. La mattina dopo un episodio apparentemente di poco conto, ovvero il fatto che delle formiche stanno aprendo un altro varco nella siepe, sconvolge l'uomo a tal punto da innescare una lite furibonda con la sua amante. Tutte le diversità tra i due adesso affiorano violentemente, con scambio di accuse e insulti reciproci che culminano con l'allontanamento della donna, che viene anche schiaffeggiata.
I due protagonisti, così profondamente diversi fra loro, sono in realtà l'un l'altro complementari e destinati a riunirsi nuovamente nella loro passionale carnalità.

## Distribuzione
Un bicchiere di rabbia, alla sua uscita nel 1999, venne presentato alla 24ª edizione del Toronto International Film Festival nella sezione "Scoperta" e al Festival internazionale del cinema di Berlino nella sezione "Panorama".

## Riconoscimenti
Nel 2000 il film ha ricevuto 6 candidature al Grande Prêmio Cinema Brasil nelle seguenti categorie: miglior film, migliore attrice, miglior lancio, colonna sonora, montaggio e fotografia.